# Battelino
Battelino je priimek v Sloveniji, ki ga je po podatkih Statističnega urada Republike Slovenije na dan 1. januarja 2010 uporabljalo 22 oseb in je med vsemi priimki po pogostosti uporabe uvrščen na 12.345. mesto.

## Znani nosilci priimka
- Balbina Battelino-Baranovič (1921—2015), režiserka, gledališčnica
- Bronislav Battelino (1913—2000), gledališčnik, režiser, igralec
- Darinka Battelino (*1940), gradbenica, prof. FGG
- Lilian Battelino, gradbenica, pooblaščena inženirka Luke Koper
- Miloš Battelino (1953—2023), igralec
- Nina Battelino, zdravnica pediatrinja
- Oton Battelino (1908—2003), gradbenik
- Peter (Pier Antonio) Battelino (1820—1908), stavbenik furlanskega rodu v Ljubljani
- Roman Battelino (1910—1981), gradbenik, oče Darinke
- Saba Battelino, zdravnica otorinolaringologinja, hči Darinke
- Tadej Battelino (*1966), zdravnik pediater, endokrinolog, izr. član SAZU, sin Darinke
- Urška Battelino, psihoterapevtka
- Valentin Battelino (1910—2005), arhitekt
- Vilibald Battelino (1905—1991), gradbenik, podjetnik